# Eugene Mirman
Eugene Boris Mirman (sinh 1974) là một diễn viên điện ảnh, diễn viên lồng tiếng và diễn viên tấu hài, được biết đến nhiều nhất với vai Gene Belcher trong sô diễn Bob's Burgers. Anh sinh ra ở Nga trong gia đình cha mẹ là người Do Thái. Gia đình di cư sang Hoa Kỳ lúc anh 4,5 tuổi.